# Грецька Вікіпедія
Грецька Вікіпедія — розділ Вікіпедії грецькою мовою. Заснована 1 грудня 2002 року. 
Грецька Вікіпедія станом на 24 березня 2025 року містить 249 315 статей, 447 416 зареєстрованих користувачів, 942 активних дописувачів, 22 адміністраторів
. Загальна кількість сторінок в грецькій Вікіпедії — 714 947, редагувань — 11 005 452, завантажених файлів — 19 082
. Глибина (рівень розвитку мовного розділу) грецької Вікіпедії середня і становить 53.7 пунктів
. 